# Myiarchus tyrannulus
El copetón tiranillo (Myiarchus tyrannulus) es una especie de ave paseriforme de la familia Tyrannidae perteneciente al numeroso género Myiarchus. Es nativo de la América tropical (Neotrópico) donde se encuentra desde el suroeste de Estados Unidos, por América Central, islas de Sotavento y América del Sur hasta el centro de Argentina.

## Nombres comunes
Se le denomina también copetón crestipardo (en Costa Rica), atrapamoscas crestipardo o atrapamoscas crestado (en Colombia), burlisto cola castaña (en Argentina, Bolivia, Paraguay y Uruguay), copetón coronipardo, chilero cresta café (en Honduras), copetón tirano, papamoscas gritón o papamoscas tirano (en México), güis crestipardo mayor (en Nicaragua), copetón de cresta parda (en Perú) o atrapamoscas garrochero colirrufo (en Venezuela).

## Distribución y hábitat
Se distribuye de forma bastante disjunta desde el suroeste y sureste de Estados Unidos (estas poblaciones y las del norte de México son migratorias en los inviernos boreales), por México, Belice, Guatemala, por la pendiente caribeña hasta Honduras, y por la pendiente del Pacífico de El Salvador, Nicaragua, hasta el centro de Costa Rica. En el Mar Caribe se encuentra en Aruba, Bonaire, Curaçao, y en Trinidad y Tobago; en América del Sur está ausente de la mayor parte de la cuenca del Amazonas (excepto al este) y de la pendiente del Pacífico, se encuentra en el norte y este de Colombia, Venezuela, oeste de Guyana, norte de Surinam y de la Guayana Francesa, Brasil (excepto la mayor parte de la Amazonia y el sur), aisladamente en el este de Perú, norte y este de Bolivia, Paraguay, hasta el  centro norte de Argentina (algunas poblaciones más sureñas migran hacia el sur de la Amazonia en los inviernos australes).
Esta especie, ampliamente diseminada, es generalmente común en una variedad de hábitats naturales semiabiertos, como sabanas, cerrados, caatingas, matorrales del chaco, bosques en galería, principalmente en regiones áridas. Hasta los 1700 m de altitud. En Norte y Centroamérica también ocupa una gran variedad de ambientes semiabiertos, desde áreas con cactus gigantes, bosques riparios, chaparrales mesquita, bosques de árboles espinosos, y robledales en el norte, a claros en selvas húmedas tropicales en el sur.

## Descripción
Mide 19 a 20,3 cm de longitud y pesa entre 30 y 34 g. Presenta resta corta y despelucada; las partes superiores son de color pardo grisáceo, las alas fuscas y las coberteras alares y secundarias con el borde blancuzco, las primarias con el borde grueso y la base de color rufo. Las timoneras centrales son fuscas y las otras presentan el vexilo externo fusco y el interno rufo. La garganta y el pecho son de color gris pálido y el abdomen es amarillo pálido.

## Comportamiento

### Alimentación
Se alimenta de insectos que atrapa al vuelo o encuentra entre el follaje y adicionalmente come bayas y semillas ariladas.

### Reproducción
Construye su nido en forma de taza poco profunda, en un tronco hueco de cerca o tocón abierto por arriba o en cualquier otra cavidad similar, con la entrada a una altura de uno a seis metros del suelo y la cámara del nido hasta un metro abajo de la entrada. Es hecho de pelos, restos de cuero de culebra, plumas y material vegetal. La hembra pone de dos a cuatro huevos de color crema, con abundantes líneas y manchas color castaño, púrpura y lila.

### Vocalización
Es un ave conspicua y barullenta, generalmente posada en el abierto, observando alrededor y cabeceando vigorosamente. El reclamo más frecuente es un agudo pirt! o uirp!, y un jurrip, algunas veces repetido.

## Sistemática

### Descripción original
La especie M. tyrannulus fue descrita por primera vez por el naturalista alemán Philipp Ludwig Statius Müller en 1776 bajo el nombre científico Muscicapa tyrannulus; su localidad tipo es: «Cayena, Guayana Francesa».

### Etimología
El nombre genérico masculino «Myiarchus» se compone de las palabras del griego «μυια muia, μυιας muias» que significa ‘mosca’, y «αρχος arkhos» que significa ‘jefe’; y el nombre de la especie «tyrannulus», es un diminutivo del latín «tyrannus» que significa ‘tirano’, ‘déspota’.

### Taxonomía
Las similitudes de vocalización y morfología sugieren que la presente especie es más próxima de Myiarchus magnirostris, Myiarchus nugator y Myiarchus crinitus. Las formas descritas M. tyrannulus tobagensis Hellmayr & Seilern-Aspang, 1914, M. tyrannulus chlorepiscius Berlepsch & Leverkühn, 1890 y M. tyrannulus blanquillae Phelps Jr., 1948 se consideran indistinguibles de la nominal, la forma M. magister nelsoni Ridgway, 1907 se considera indistinguible de cooperi, y la forma M. tyrannulus pallescens Cory, 1916, es indistinguible de bahiae.

### Subespecies
Según las clasificaciones del Congreso Ornitológico Internacional (IOC) y Clements Checklist/eBird se reconocen siete subespecies, divididas en cuatro grupos, con su correspondiente distribución geográfica:
- Grupo monotípico magister:
  - Myiarchus tyrannulus magister Ridgway, 1884 – sur de Estados Unidos (sureste de California, sur de Nevada y suroeste de Utah, oeste centro sur y suroeste de Arizona, sureoste de Nuevo México) y oeste de México (al sur hasta la pendiente del Pacífico del este de Oaxaca); islas Marías.

- Grupo politípico cooperi:
  - Myiarchus tyrannulus cooperi Baird, 1858 – sur de Estados Unidos (sur de Texas) y este de México (al sur hasta el interior del este de Oaxaca y hacia el este hasta Quintana Roo) al sur hasta Belice, norte de Guatemala y norte de Honduras.
  - Myiarchus tyrannulus cozumelae Parkes, 1982 – isla Cozumel.
  - Myiarchus tyrannulus insularum Bond, 1936 – islas de la Bahía (Utila, Roatán, Guanaja), litoral norte de Honduras.

- Grupo monotípico brachyurus:
  - Myiarchus tyrannulus brachyurus Ridgway, 1887 – oeste de Nicaragua y noroeste de Costa Rica.

- Grupo politípico tyrannulus/bahiae:
  - Myiarchus tyrannulus bahiae Berlepsch & Leverkühn, 1890 – baja cuenca del Amazonas (Pará, este de Mato Grosso, este de Mato Grosso do Sul) hacia el sur a través del este de Brasil (al sur hasta São Paulo) hasta el este de Paraguay y noreste de Argentina (Misiones).
  - Myiarchus tyrannulus tyrannulus (Statius Müller), 1776 – norte y este de Colombia, Venezuela (excepto el sur), islas de Sotavento, Trinidad y Tobago, las Guayanas y bajop río Amazonas (al oeste hasta Manaus), y sur de la Amazonia en el norte y este de Perú, norte y este de Bolivia, Brasil (Acre hasta el oeste de Mato Grosso do Sul), oeste de Paraguay y norte de Argentina (al sur hasta Córdoba y Santa Fe).